# Black Coat Press
 (juillet 2024).
Si vous disposez d'ouvrages ou d'articles de référence ou si vous connaissez des sites web de qualité traitant du thème abordé ici, merci de compléter l'article en donnant les références utiles à sa vérifiabilité et en les liant à la section « Notes et références ».
Black Coat Press est une maison d'édition américaine dirigée par Jean-Marc Lofficier et Randy Lofficier, créée en juillet 2003. Elle est spécialisée dans l'édition de romans fantastique, policier et de science-fiction français, traduits en anglais. En 2010, Jean-Marc Lofficier et Brian Stableford ont reçu le grand prix de l'Imaginaire pour leur travail de promotion et de traduction de la science-fiction francophone chez Black Coat Press.
La collection Rivière Blanche, hommage au Fleuve Noir Anticipation, publiée en français, créée en septembre 2004, est dirigée par Philippe Ward.